# 8 janvier 1928
Le dimanche 8 janvier 1928 est le 8e jour de l'année 1928.

## Naissances
- Luther Perkins (mort le 5 août 1968), guitariste américain de musique country
- Gaston Miron (mort le 14 décembre 1996), poète et éditeur québécois
- Louis Van Linden (mort le 11 décembre 2002), joueur de football belge
- Hubert de Luze (mort le 22 mai 2004), auteur et éditeur français
- Felice Andreasi (mort le 25 décembre 2005), acteur italien
- Gilberte Thirion (morte le 21 mai 2008), pilote automobile belge
- Charles Durantin (mort le 2 janvier 2015), auteur-compositeur français
- Chaim Kanievsky, rabbin israélien

## Autres événements
- Le Clube Atlético Bragantino est fondé
- Fondation de KA Akureyri
- Sortie du film The Ballyhoo Buster